# Jüdischer Friedhof (Tiefenthal)
Der Jüdische Friedhof Tiefenthal ist ein Friedhof in der Ortsgemeinde Tiefenthal (Rheinhessen) im Landkreis Bad Kreuznach in Rheinland-Pfalz.
Der jüdische Friedhof liegt westlich des Ortes in der Flur „Im Bremmenberg“.
Auf dem 2415 m² großen Friedhof, der wohl in der ersten Hälfte des 19. Jahrhunderts angelegt und etwa bis zum Jahr 1904 belegt wurde, befinden sich acht Grabsteine bzw. Grabsteinreste aus der Zeit von etwa 1849 bis 1904. Von ihnen sind nur noch drei lesbar.

## Geschichte
Bereits vor 1933 wurde der Friedhof nicht mehr gepflegt. In den folgenden Jahrzehnten wuchs das Friedhofsgelände zu. Im Jahr 1971 war mit Einverständnis des Landesrabbinats von Hessen geplant, den Friedhof „aus der Pflege zu nehmen“. Für eine Dokumentation des Friedhofs konnten im September 1988 erst nach mehreren Versuchen wenige erhaltene Grabsteine des Friedhofs gefunden werden: Der gesamte Friedhofsbereich war von hohen, undurchdringlichen Hecken zugewuchert. Erst 1989 wurde das Grundstück mit erheblichem Arbeitsaufwand wieder als begehbarer Friedhof hergerichtet.